# Adrianus Jacobus Wetrens
Adrianus Jacobus Wetrens of Adrianus Jacobus Wettrens  (Leiden, 16 september 1822 – aldaar, 15 september 1899) was een Nederlands violist. Zijn bijnaam luidde Zwarte Janus.

## Achtergrond
Hij werd geboren binnen het gezin van muziekmeester Nicolaas Joseph Wetrens/Wettrens senior (overleden 1855, 67 jaar oud) en Antonia Susanne Brouwer (overleden 1867, 80 jaar oud). Hij is de broer van violist Nicolaas Joseph Wetrens. Hun zuster Maria Elisabeth Wetrens was getrouwd met kunstenaar Petrus Theodorus van Wijngaerdt. Hijzelf huwde op 21 februari 1839 Maria Catharina Walle (overleden 1846, 25 jaar oud). Voor zover bekend kregen zijn één zoon Hendrik Nicolaas Wetrens (25 september 1839-9 augustus 1840). A.J. Wetrens ligt begraven op Begraafplaats Groenesteeg.

## Muziek
Zijn eerste muzieklessen kwamen van zijn vader. Daarna ging hij in de leer bij Willem Lubeck, destijds concertmeester van de Hofkapel in Den Haag. In 1852 schoof hij voor wat betreft onderricht door naar F. David, docent aan het Conservatorium van Leipzig. Hij kwam terug naar Nederland en werd als dirigent opvolger van zijn broer (die vertrok naar Zuid-Afrika) bij het Leidse studentenmuziekgezelschap Sempre Crescendo. Voorts werd hij baas van de Maatschappij Toonkunst, dat later ook onder zijn leiding een muziekschool startte. Hij stichtte verder nog een enkel koor en gaf muziekfeesten in de Hooglandse kerk en (Tweede) Stadsgehoorzaal..
Johannes Gijsbertus Arentz, Izaäk Albertus Houck waren leerlingen van hem.

## Divers
Johannes Bremer droeg zijn Voyage nocturne, morceau de salon opus 4 aan hem op. Wetrens gaf op zijn beurt de Nederlandse première van het Vioolconcert van Johannes Brahms. Zijn naam komt voor op een baton met de inscriptie "Het Leidsche koor en orkest aan hun directeur A.J. Wetrens, 11 december 1860". In juni 1878 organiseerde hij een benefietconcert ter nagedachtenis aan de een jaar eerder overleden Sophie van Württemberg. In 1882 kreeg hij een Zangverenigingsalbum voor zijn afscheid als dirigent met kleurplaten vervaardigd door Theo Colenbrander.
- International Standard Name Identifier: 0000 0003 8704 8682
- Nederlandse Thesaurus van Auteursnamen: 070053693
- Virtual International Authority File: 279919112
- WorldCat: E39PBJwxJFpHJB8FVpyg7c4Qbd